# Anders (wóz bojowy)
Wielozadaniowa Platforma Bojowa „Anders” – projekt polskiej rodziny wozów bojowych opracowanych przez gliwicki Ośrodek Badawczo-Rozwojowy Urządzeń Mechanicznych OBRUM sp. z o.o. Pierwszy prototyp skonfigurowany jako wóz wsparcia ogniowego publicznie zaprezentowany został we wrześniu 2010 roku na targach uzbrojenia w Kielcach. 
Platforma otrzymała nazwę na cześć generała Władysława Andersa. Matką chrzestną została córka generała, Anna Maria Anders, i to ona dokonała uroczystego odsłonięcia. Później w 2010 roku ten sam prototyp zademonstrowany został w konfiguracji bojowego wozu piechoty z wieżą Hitfist-30P, znaną z KTO Rosomak.

## Producent
Produkcja pierwszego prototypu została sfinansowana przez Ministerstwo Nauki i Szkolnictwa Wyższego. Konstrukcja opiera się na projekcie Ośrodka Badawczo-Rozwojowego Urządzeń Mechanicznych OBRUM sp. z o.o. w Gliwicach, przy wsparciu Grupy Bumar. W realizacji projektu partycypuje konsorcjum w składzie: Ośrodek Badawczo-Rozwojowy Urządzeń Mechanicznych z Gliwic, Wojskowa Akademia Techniczna i Wojskowe Zakłady Mechaniczne w Siemianowicach Śląskich. Projektujący pojazd inżynierowie korzystali z doświadczeń polskiej armii w Afganistanie oraz Iraku. Wóz został wyprodukowany w gliwickim Ośrodku Badawczo-Rozwojowym Urządzeń Mechanicznych OBRUM sp. z o.o. Wszystkie części elektroniczne dostarczył WB Electronics z Ożarowa Mazowieckiego. Bezzałogową wieżę zdalnie sterowanych karabinów maszynowych "Kobuz" zainstalowały w pojeździe Zakłady Mechaniczne "Tarnów" S.A. Przygotowanie oraz realizacja prototypu wozu kosztowały około 20 mln zł.

## Opis techniczny

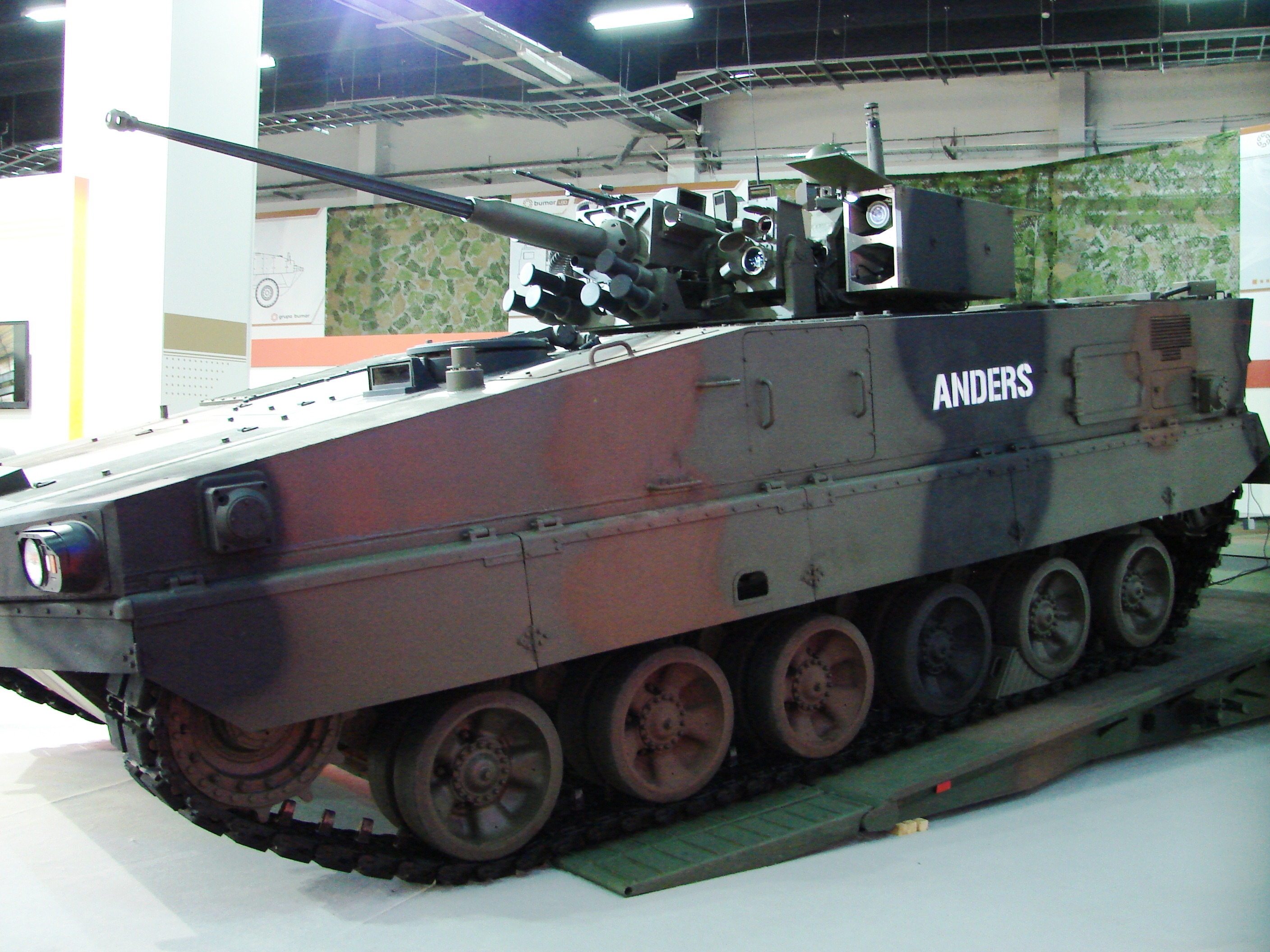
Prototyp BWP Anders z wieżą bezzałogową na targach MSPO 2011

Konstrukcja wozu została zaplanowana na bazie wielozadaniowej platformy bojowej. Umożliwia zamontowanie wież bezzałogowych oraz załogowych; może więc w zależności od potrzeb być docelowo haubicą, sanitarką lub wozem dowodzenia. Wóz obsługiwany będzie przez trzech członków załogi, a dodatkowo zmieści czterech żołnierzy desantu. Maksymalna prędkość pojazdu wynosi 80 km/h.